# 1833 en Belgique
Chronologie de la Belgique
- 1829
- 1830
- 1831
- 1832
- 1833
- 1834
- 1835
- 1836
- 1837

Cette page recense des événements qui se sont produits durant l'année 1833 du calendrier grégorien en Belgique.

## Chronologie

### Janvier
- 1er janvier : 
  - Début des relevés météorologiques classiques à l'observatoire de Bruxelles[1].
  - L'armée française quitte la Belgique après son aide apportée à la jeune armée belge pendant la guerre belgo-néerlandaise, notamment lors du siège de la citadelle d'Anvers.

### Février
- 23 février : création du Grand Orient de Belgique[2].

### Avril
- 28 avril : dissolution de la Chambre des représentants par le roi Léopold Ier.

### Mai

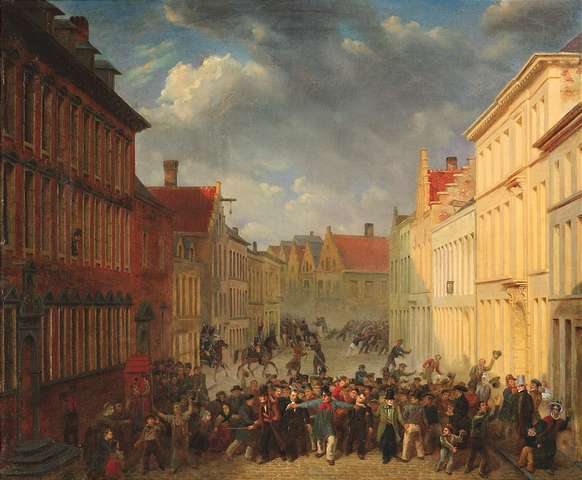
Soulèvement des citoyens d'Anvers contre les Néerlandais, le 21 mai 1833

- 21 mai : signature de la Convention de Londres lors de laquelle la Belgique et les Pays-Bas s'engagent à prolonger indéfiniment l'armistice, à respecter le statu quo et à garantir la libre navigation sur les fleuves de l'Escaut et de la Meuse[3].
- 23 et 30 mai : élections législatives.

### Juin
- 24 juin : le député Alexandre Gendebien et le ministre de l'Intérieur Charles Rogier se battent en duel à la suite d'incidents à la Chambre.

### Novembre
- 12 novembre : nouvelle session du Parlement.
- 18 novembre : convention de Zonhoven. Fin de la guerre belgo-néerlandaise et point final à la séparation de la Belgique et des Pays-Bas[4].

## Culture

### Littérature
- 30 août : l'« Association nationale pour l'encouragement et le développement de la littérature en Belgique » est fondée à Liège.
- Octobre 1833 : parution à Gand du premier périodique littéraire flamand, Nederduitsche Letteroefeningen.

### Théâtre
- 24 mars : première représentation du Mariage impossible, opéra-comique d'Albert Grisar, à La Monnaie.

### Arts
- Octobre : ouverture du Salon de Bruxelles de 1833, neuvième édition d'une exposition d'œuvres d'artistes vivants.

## Naissances
- 18 mars : José Dupuis, acteur, chanteur.
- 6 avril : Charles De Smedt, prêtre, bollandiste.
- 17 avril : Jean-Baptiste Accolay, compositeur, violoniste.
- 27 mai : Jean-Baptiste Moens, philatéliste.
- 7 juillet : Félicien Rops, artiste peintre, dessinateur, graveur.
- 24 juillet : Louis-Philippe, prince de Belgique.
- 11 décembre : François Folie, astronome.
- 23 décembre : Joseph Dufrane, écrivain de langue picarde.

## Décès
- 27 mars : Ferdinand Puissant, industriel, homme politique.